# 黄绍琼
黄绍琼，(1888年—1951年)，名昌燮，字少九，晚号琼园老人。湖南湘阴高坊局人（今汨罗市）。清宣统二年（1910年)从湖南优级师范毕业，赏给举人。民国元年（1912年）回乡办小学开夜校，劝导工农入学。后任职湖南省立高等中学、湖南高等师范、省立一师、省立工业专门学校、湖南大学等。民国24年（1935年）任湖南省城步县县长。  

## 著作
纂有《高明乡志》为湖南省首部乡镇志。

## 家庭
- 长子黄格非，从事铁道建设事业。[2]
- 子黄粹涵，编著《中国食人史料钞》